# Зимић
Зимић је насељено мјесто у општини Крњак, на Кордуну, Карловачка жупанија, Република Хрватска.

## Историја
Зимић се од распада Југославије до августа 1995. године налазио у Републици Српској Крајини. До територијалне реорганизације насеље се налазило у саставу бивше велике општине Карловац.

## Становништво
Зимић је према попису из 2011. године имао 51 становника.
| Националност       | 1991. | 1981. | 1971. | 1961. |
| Срби               | 87    | 75    | 77    | 80    |
| Југословени        |       | 24    |       |       |
| Хрвати             | 1     |       |       |       |
| остали и непознато |       |       |       |       |
| Укупно             | 88    | 99    | 77    | 80    |

| Демографија | Демографија | Демографија |
| Година      | Становника  | Становника  |
| ----------- | ----------- | ----------- |
| 1961.       | 80          |             |
| 1971.       | 77          |             |
| 1981.       | 99          |             |
| 1991.       | 88          |             |
| 2001.       | 82          |             |
| 2011.       |             | 51          |